# Humilistreptus nimbanus
Humilistreptus nimbanus är en mångfotingart som beskrevs av Demange 1958. Humilistreptus nimbanus ingår i släktet Humilistreptus och familjen Spirostreptidae. Inga underarter finns listade i Catalogue of Life.